# Валери Греков
Валери Иванов Греков (роден на 13 октомври 1961 г.) е бивш български футболист, защитник, който играе в А група през 80-те и 90-те години на ХХ век. Юноша на Левски (София), но основната част от кариерата му преминава с екипите на Ботев (Враца) и Славия (София).

## Кариера
Греков е юноша на Левски (София). Дебютира за „сините“ през сезон 1978/79, когато става шампион на България. През следващия сезон записва 9 участия, но не успява да се наложи в тима.
През 1982 г. Греков преминава в Ботев (Враца). В периода 1985 – 1989 е част от Славия (София). С „белите“ печели два пъти Балканската купа и участва в турнира за Купата на УЕФА през сезон 1988/89.
През 1990 г. се завръща в Левски, като записва 6 мача в първенството и 2 за националната купа. Носител на Купата на България през сезон 1990/91.
Между 1993 и 1995 г. Греков е част от тима на Черно море (Варна), като през сезон 1993/94 записва 13 мача в А група, а през сезон 1994/95 2 мача в Б група. След това играе и в Австрия.
След края на кариерата си повече от десетилетие е треньор в детско-юношеската школа на Левски. Напуска клуба през юли 2014 г. Бил е и изпълнителен директор на Ботев (Враца).

## Успехи
Левски (София)
- А група –  Шампион: 1978/79

- Купа на България –  Носител: 1990/91

Славия (София)
- Балканска купа –  Носител (2): 1986, 1987/88